# Тамира Пашек
Тамира Пашек (Дорнбирн, 6. децембар 1990) је аустријска тенисерка. Професионално игра од 26. октобра 2005. године, а прву и, за сада, једину титулу освојила је септембра 2006. године у Порторожу.
Деби на ВТА турнирима имала је у Линцу (добила ’вајлд-кард’) и одмах је забележила прву победу. Жртва је била Украјинка Јелена Веснина (7:6, 1:6, 7:5), а у другом колу је пружила солидан отпор Ани Ивановић – 7:5, 6:1.
На Вимблдону 2005. и Ју-Ес опену 2006. у конкуренцији јуниорки доспела је до финала. На Вимблдону је изгубила од Агњешке Радвањске, а на Ју-Ес опену од Анастасије Пављученкове.
Пласман око 300. места на свету приморавао ју је да игра квалификације за већину турнира, а лед је пробила у Истанбулу. Прошла је три кола квалификација (победила првог носиоца Јулијану Федак), затим у првом колу главног жреба савладала Алишу Молик са 5:7, 6:4, 6:4, сјајно започела меч против Каталине Кастано из Колумбије, али ниије имала снаге за више – 3:6, 6:4, 6:4. Играла је ’челинџере’, понекад и ’фјучерсе’, а врхунац те године био је у Порторожу – Тамира је добила осам узастопних мечева, прошла квалификације и освојила титулу, а на путу до првог трофеја савладала је Ивету Бенешову, Емили Лоа и Марију Елену Камерин. Завршила је сезону на 181. месту и са великим амбицијама је ушла у наредну.
На Аустралијан опену је надиграла три боље рангиране играчице – Лисјак и Хсие у квалификацијама, а затим и Северин Бремон у првом колу главног жреба. Зауставила је Вера Звонарјова у другом колу – 6:1, 6:3. Прошла је квалификације и у Дубаију, затим победила Катарину Среботник и одиграла одличан меч са Жистин Енен. Меч је трајао два часа и 28 минута, Белгијанка је губила са 1:0 у сетовима, суочила се са брејк лоптом при резултату 5:5 у другом, али на крају ипак тријумфовала – 4:6, 7:5, 6:1. Још неколико пута је прошла квалификације, а на Ролан Гаросу је поново намучила Ененову – губила је са 5:0 у првом сету, стигла до 5:5, није успела да искористи две везане гем лопте за тај брејк, па је Белгијанка привела меч крају – 7:5, 6:1.
На свом првом турниру на трави у каријери у Бирмингему стигла је до четврфинала, где је одузела сет Шараповој, али ипак изгубила – 6:3, 4:6, 6:2. Бриљирала је на Вимблдону – елиминисала је Татјану Головин и Јелену Дементјеву, а поражена је тек у осмини финала од Светлане Кузњецове са 6:3, 6:2.

### Пласман на ВТА листи на крају сезоне
| Година  | 2005 | 2006 | 2007 |
| Пласман | 365  | 181  | 41   |

## Резултати Тамире Пашек

### Победе у финалу појединачно (1)
|   | Датум    | име и место турнира                  | Кат. | ($)    | Терен        | Противник            | Резултат |
| - | -------- | ------------------------------------ | ---- | ------ | ------------ | -------------------- | -------- |
| 1 | 18/09/06 | Банка Копер Словенија опен, Порторож | IV   | 145000 | Тврда (отв.) | Марија Елена Камерин | 7-5, 6-1 |

### Порази у финалу појединачно (0)
Ниједан турнир

### Победе у пару (0)
Ниједн турнир

### Порази у финалу у пару (0)
Ниједан турнир

## Учешће наГренд слемтурнирима

### Појединачно
| Година | Аустралијан опен | Аустралијан опен | Ролан Гарос | Ролан Гарос | Вимблдон | Вимблдон     | Ју-Ес опен | Ју-Ес опен    |
| ------ | ---------------- | ---------------- | ----------- | ----------- | -------- | ------------ | ---------- | ------------- |
| 2007   | 2 коло           | Вера Звонарјова  | 2 коло      | Жистин Енен | 4 коло   | С. Кузњецова | 4 коло     | А. Чакветадзе |
| 2008   | 1 коло           | Јелена Јанковић  | 1 коло      | Т. Бачински | 1 коло   | Ф. Скјавоне  | -          | -             |

### Парови
| Година | Аустралијан Опен | Аустралијан Опен      | Ролан Гарос        | Ролан Гарос           | Вимблдон          | Вимблдон                | Ју-Ес Опен      | Ју-Ес Опен             |
| 2007   | -                | -                     | 1 коло Б. Захалова | Н. Грандин Л. Гренвил | 1 коло С. Бамер   | Ј. Дементјева Ф. Пенета | 1 коло С. Бамер | Д. Хантухова М. Хингис |
| 2008   | 1 коло С. Бамер  | В. Азаренка Шахар Пер | 1 коло Навратилова | Бачински Ализе Корне  | 1 коло Јасмин Вер | Сара Ерани Ф. Скјавоне  | -               | -                      |

### Учешће уФед купу
Види детаље: (језик: енглески) fedcup.com